# 다음 웹툰리그
다음 웹툰리그는 다음 웹툰에서 운영하는 아마추어 웹툰 연재처이다.

## 개요
다음 웹툰리그는 1부 리그와 2부리그로 나누는 웹툰 리그제를 실시하고 있다. 2부리그에서 1부리그로 승급할 웹툰을 매달 1일에 뽑는다.

### 랭킹전
1부 리그에 속해있는 웹툰은 비정기적으로 실시하는 랭킹전에 참여할 수 있는데,

독자투표로 1등이 될 경우, 정식연재와 상금 500만원이 주어진다. 내부심사를 통해 n개의 웹툰에게 별도로 정식연재 프로듀싱의 기회 제공하는 슈퍼패스도 진행한다.

작가의 연재의사가 없거나 결격사유가 발생할 경우 1위가 변경될 수 있다.

### 공모전
매년마다 공모전을 연다. 예선, 본선, 최종투표를 통해 선발한다.

대상에게는 정식연재+5000만원, 최우수상은 정식연재+1000만원, 우수상은 정식연재+600만원, 장려상은 정식연재+400만원을 준다.

## 기타
다음 웹툰리그와 네이버 베스트 도전, 네이버 도전만화와 병행하여 연재하는 경우가 많다.